# Grünes Gebäude
| Dieser Artikel wurde auf der Qualitätssicherungsseite des WikiProjekts Planen und Bauen eingetragen. Dies geschieht, um die Qualität der Artikel aus den Themengebieten Bautechnik, Architektur und Planung auf ein akzeptables Niveau zu bringen. Dabei werden Artikel, die nicht maßgeblich verbessert werden können, möglicherweise in die allgemeine Löschdiskussion gegeben. Hilf mit, die inhaltlichen Mängel dieses Artikels zu beseitigen, und beteilige dich an der Diskussion! |

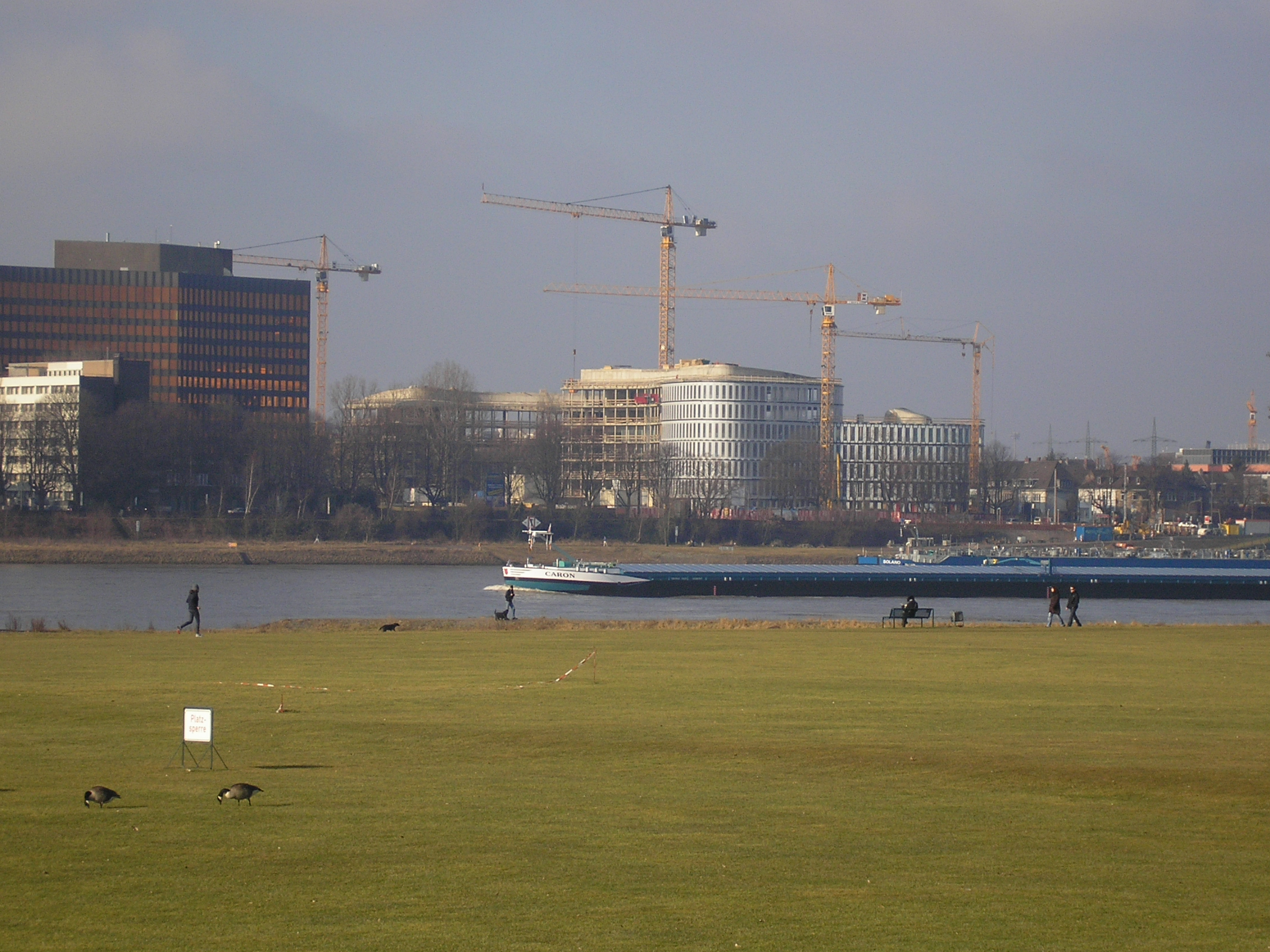
Cologne Oval Offices, Baustelle eines grünen Gebäudes in Köln-Bayenthal.

Als grünes Gebäude (engl. green building) wird ein Gebäude bezeichnet, das unter dem Leitgedanken der Nachhaltigkeit entwickelt wurde. Die Gebäude zeichnen sich unter anderem durch eine hohe Ressourceneffizienz in den Bereichen Boden, Energie, Wasser und Material aus, während gleichzeitig schädliche Auswirkungen auf die Gesundheit und die Umwelt reduziert werden. Der Leitgedanke wird dabei idealerweise über alle Phasen des Gebäude-Lebenszyklus von der Projektentwicklung, der Planung und der Konstruktion über den Betrieb, die Wartung und die Demontage verfolgt.
Als grünes Gebäude wird in der Architektur oder Denkmalpflege ebenfalls ein Gebäude bezeichnet, das hauptsächlich in Grüntönen gehalten ist, sei es durch einen grünen Farbanstrich der Putzfassaden oder durch grüngetönte Schutzglasfassaden.

## Übersicht
Die Klassifizierung als Grünes Gebäude soll den allgemeinen Einfluss der bebauten Umwelt auf die menschliche Gesundheit und die natürliche Umgebung durch folgende Maßnahmen reduzieren:
- effiziente Nutzung von Energie, Wasser und anderen Ressourcen,
- Schutz der Gesundheit der Gebäudenutzer und Verbesserung der Produktivität der Angestellten,
- Reduzierung von Abfall, Umweltverschmutzung und Umweltzerstörung[3]

Einem ähnlichen Konzept folgt das ökologische Bauen, welches Aspekte der Nachhaltigkeit in den Neubau von Gebäuden und die Instandsetzungsmaßnahmen und Sanierung bestehender Gebäude überträgt. Andere sinnverwandt benutzte Bezeichnungen für das oben genannte Verfahren sind nachhaltiges Planen und „grüne“ Architektur.
Die damit verbundenen Konzepte nachhaltige Entwicklung und Zukunftsfähigkeit sind fester Bestandteil von Praktiken zur Errichtung grüner Gebäude. Der tatsächliche Einsatz von grünen Gebäuden hat mehrere Vorteile:
1. reduzierte Betriebskosten durch erhöhte Produktivität und verminderten Verbrauch von Energie und Wasser,
2. verbesserte Gesundheit von Öffentlichkeit und Nutzern dank verbesserter Innenluft-Qualität und
3. reduzierte Umweltbelastung, beispielsweise durch die Verminderung von Regenwasserabfluss und die Vermeidung von Hitzeinseleffekten.

## Prinzip des nachhaltigen Bauens
Der klassische Ansatz der Nachhaltigkeit basiert auf drei Dimensionen:
- Ökologie,
- Ökonomie und
- Soziokulturelles.

Diese drei Dimensionen sind als gleichwertig zu betrachten.
Zudem sind insbesondere die Planung und Ausführung, die technischen Eigenschaften sowie Standortmerkmale qualitätsbestimmend. Ziel ist es, das Gebäude über dessen gesamten Lebenszyklus zu optimieren, den Energie- und Ressourcenverbrauch zu minimieren und die Umweltbelastung zu verringern.
Weil in Gebäuden generell sehr viel graue Energie steckt, ist es heute angebracht, bei Verdichtung im Siedlungsgebiet oder der Planung von Neu- und Ersatzbauten bestehende Gebäude mit angepassten Mitteln zu modernisieren und für neue Nutzungen tauglich zu machen: Renovierung, Umbau, Anbau, Aufstockung und nur teilweiser Abbruch sind die wichtigsten Mittel, in der Bauwirtschaft den Ressourcenverbrauch zu senken und die graue Energie zu erhalten und für einen weiteren Zyklus zu nutzen.

## Die Umweltverträglichkeit von Gebäuden
Besonders in Industrienationen verbrauchen Gebäude viel Land, Energie und Wasser. Somit sind sie auch für Veränderung von Luft und Erdatmosphäre verantwortlich. In den Vereinigten Staaten werden pro Jahr mehr als 8.100 Quadratkilometer an Freiflächen, Wildtierhabitaten und Feuchtgebieten erschlossen.
40 % der im Jahr 2006 von Bürgern der Vereinigten Staaten von Amerika und der Europäischen Union insgesamt konsumierten Energiemenge wurden von Gebäuden verbraucht. Innerhalb dieses Anteils wurden in den USA 54 % der Energie für Wohnbauten und 46 % für Wirtschaftsgebäude aufgebraucht. Beim Verbrauch von Elektrizität kamen Gebäude im Jahr 2002 auf 68 % der in den USA konsumierten Gesamtmenge, wobei Wohnbauten davon 51 % und Wirtschaftsgebäude 49 % verbrauchen. Gleichsam sind für 38 % des in den Vereinigten Staaten ausgestoßenen Kohlendioxids Gebäude verantwortlich, davon entfallen 20,6 % auf Eigenheime und 17,5 % auf Gebäude für gewerbliche Zwecke. Außerdem verursachen Gebäude 12,2 % des Wasserbedarfs der USA.
Diese Statistiken verdeutlichen laut EPA, dass der Verbrauch von natürlichen Ressourcen durch Gebäude deutlich gesenkt werden muss.
Allerdings wird die mögliche Umweltverträglichkeit von Gebäuden häufig unterschätzt, während die Kosten für das „grüne“ Bauen überschätzt werden. Eine kürzlich durchgeführte Umfrage des World Business Council for Sustainable Development hat ergeben, dass die Kosten um bis zu 300 % überschätzt werden. Leistungsträger aus dem Liegenschafts- und Baugewerbe schätzen die zusätzlichen Kosten immer noch auf etwa 17 % über dem Niveau für herkömmliches Bauen, was jedoch mehr als dem dreifachen der tatsächlichen Kostendifferenz von lediglich 5 % entspricht.

## Maßnahmen zum Bau grüner Gebäude
Der Bezeichnung grünes Gebäude wird eine große Zahl an Praktiken und Techniken zugeordnet, die zur Reduzierung und Eliminierung von Einflüssen von Gebäuden auf die Umwelt sowie die menschliche Gesundheit beitragen sollen.
Oft wird die vorrangige Nutzung erneuerbaren Ressourcen betont, wie beispielsweise die Nutzung von Sonnenlicht durch passive, aktive und photovoltaischen Techniken sowie der Einsatz von Pflanzen und Bäumen auf begrünte Dächer, in Regengärten und zur Reduktion von Regenabfluss. Viele andere Techniken, wie die Nutzung von komprimiertem Kies für Parkplätze anstelle von Beton oder Asphalt, um die Auffüllung des Grundwassers zu verbessern, kommen dabei ebenfalls zum Einsatz. Effektive grüne Gebäude bestehen jedoch aus mehr als nur einer zufälligen Kollektion von umweltfreundlichen Technologien. Sie erfordern vielmehr eine sorgfältige und systematische Planung bezüglich der beim Bau verwendeten Ressourcen – sowohl hinsichtlich der Auswirkungen auf die Umwelt als auch des Verbrauchs –, aber auch der Emission von Verunreinigungen, und zwar über den gesamten Lebenszyklus eines Gebäudes hinweg.
Gleichzeitig gründet die Philosophie von „grüner“ Architektur und nachhaltiger Planung auf der Absicht, das Design eines Gebäudes unter ästhetischen Gesichtspunkten in Harmonie zu den natürlichen Gegebenheiten und Ressourcen seiner Umgebung zu bringen. In diesem Zusammenhang sind verschiedene zentrale Maßnahmen nötig: das Ausfindigmachen von „grünem“ Material aus lokalen Quellen, die Reduzierung von Belastungen, die Optimierung von Systemen und die Entwicklung von vor Ort erneuerbarer Energie.

### Materialien für grüne Gebäude

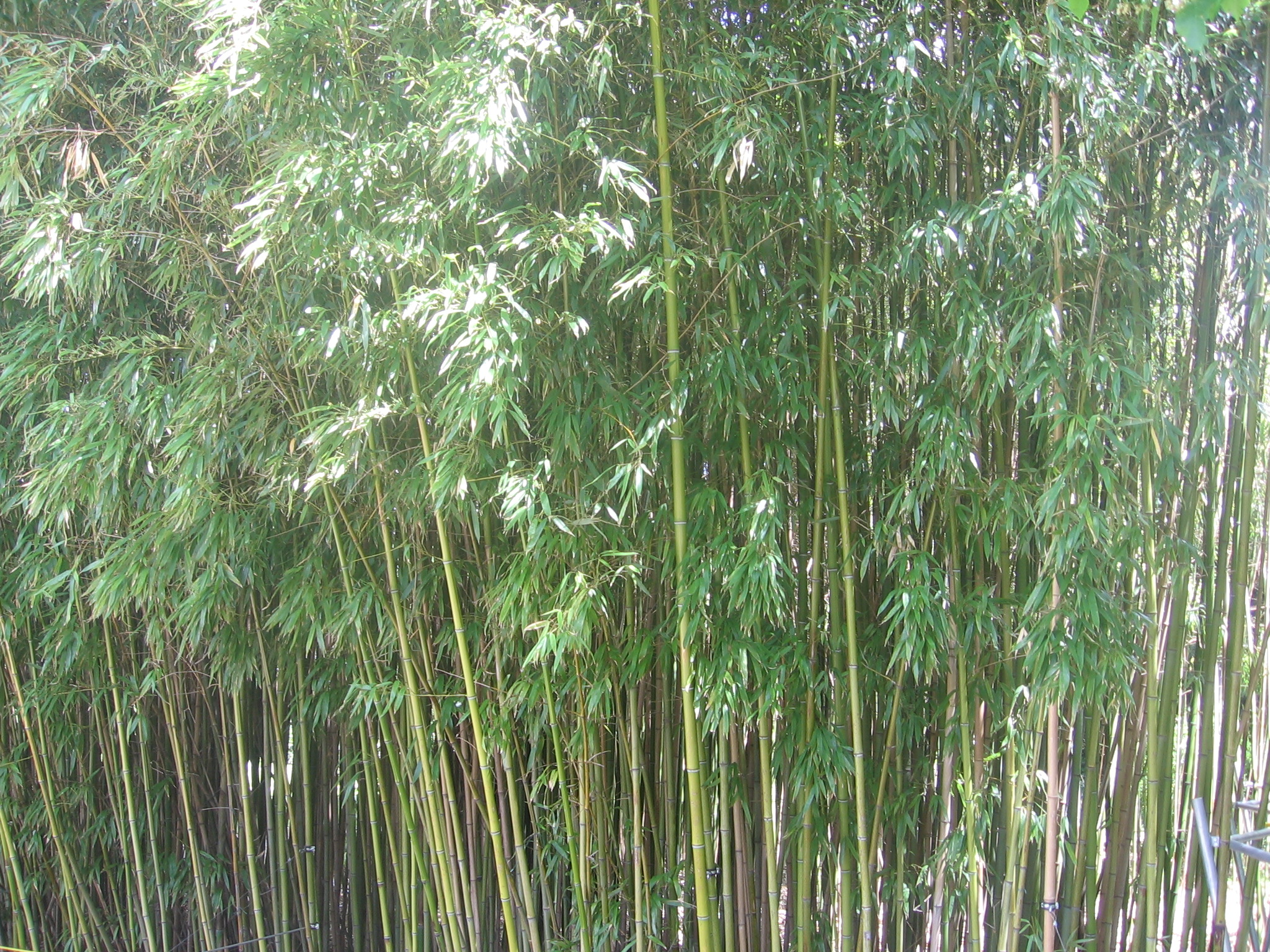
Als schnell nachwachsender Rohstoff gehört Bambus zu den Materialien, die in einem grünen Gebäude häufig zum Einsatz kommen.

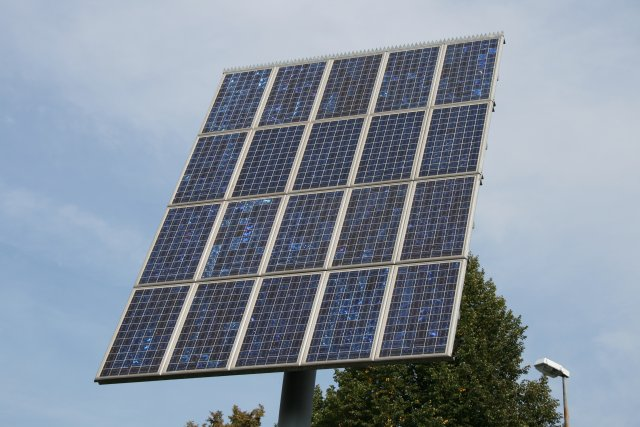
Solarzellen wandeln die Strahlungsenergie von Licht direkt in elektrische Energie um.

Zu den typischerweise als „grün“ bezeichneten Baumaterialien gehören unter anderem schnell nachwachsende Pflanzenmaterialien wie Bambus und Stroh, Holz aus umweltverträglich bewirtschafteten Wäldern, Naturstein, recycelter Stein, recyceltes Metall und andere Produkte, die ungiftig, wiederverwertbar, erneuerbar und/oder recycelbar (z. B. Trass, Linoleum, Schafwolle, Fußbodenplatten aus Papierflocken, gebrannte Erde, Stampferde, Ton, Vermiculit, Leinen, Sisal, Seegras, Kork, gekörntem Blähton, Kokosnuss, Holzfaserplatten, Kalzium-Sandstein etc.) sind. Baumaterialien sollten in der lokalen Umgebung des Baugeländes gewonnen und aufbereitet werden, um die Energie zu minimieren, die für ihren Transport aufgebracht werden muss.

### Reduzierter Energieverbrauch
In grüne Gebäude werden häufig Maßnahmen zur Reduzierung des Energieverbrauchs implementiert. Um die Effizienz der Gebäudehülle (die Schwelle zwischen klimatisierter und unklimatisierter Zone) zu steigern, werden beispielsweise Hochleistungsfenster und Dämmstoffe in Wände, Dächer und Böden eingesetzt. Eine andere Strategie – die Einbindung von passiver Sonnenenergie – kommt oft in energiearmen Häusern zum Einsatz. Die Planung von Fenstern, Wänden, örtlichen Sonnensegeln, Vordächern und Bäumen orientiert sich dabei an dem Anspruch, Fenster und Dächer für die Sommermonate möglichst in beschatteten Arealen zu platzieren, während in den Wintermonaten ein maximaler Gewinn an Sonnenenergie erzielt werden soll. Hinzu kommt, dass das effektive Platzieren von Fenstern die Bereitstellung von mehr Tageslicht und dadurch die verringerte Nutzung von elektrischem Licht während des Tages ermöglicht. Solarbetriebene Wasserheizungen können zudem die Energiebelastung reduzieren.
Außerdem kann die Erzeugung von erneuerbarer Energie vor Ort durch Solarenergie, Windkraft, Wasserenergie oder Biomasse signifikanten Einfluss auf die Umweltverträglichkeit des Gebäudes haben. Nicht zuletzt stellt die Stromerzeugung schließlich auch den kostenintensivsten Posten eines Gebäudes dar.

### Reduzierter Abfall
„Grüne“ Architektur reduziert die Vergeudung von Energie, Wasser und Baustoffen. In der Konstruktionsphase sollte es ein Ziel sein, die Menge des Materials zu verringern, das auf der Mülldeponie endet. Gut geplante Gebäude helfen außerdem bei der Reduzierung der Menge des Abfalls, die von deren Bewohnern erzeugt werden, indem sie örtliche Lösungskonzepte wie beispielsweise Komposteimer bereitstellen.
Um Einflüsse auf Quellen oder Wasseraufbereitungsanlagen zu minimieren, gibt es mehrere Optionen: Grauwasser (Abwasser von Geschirrspülern, Waschmaschinen etc.) kann zur Untergrundbewässerung oder, falls es behandelt wurde, für Zwecke, die keines trinkbaren Wassers bedürfen, wie beispielsweise die Toilettenspülung oder die Autowäsche, eingesetzt werden. Regenwasserbehälter finden in ähnlicher Weise Verwendung.
Zentralisierte Abwasseraufbereitungssysteme können kostspielig sein und eine große Menge an Energie verbrauchen. Eine Alternative zu diesem Prozess ist die Umfunktionierung von Abwasser in Düngemittel, was unnötige Kosten verhindert und auch andere Vorteile bietet. Durch das Sammeln von menschlichem Abfall an der Quelle und dessen Weitergabe an eine semizentrale Biogasanlage mit anderem biologischem Abfall kann flüssiger Dünger produziert werden. Dieses Konzept wurde in den späten 1990ern von einer Siedlung in Lübeck demonstriert. Der Transport der biologischen Abfälle erfolgt im Sanitärraum über eine Vakuumtoilette, da hier mit sehr wenig Wasser die Hygienespülung gewährleistet werden kann.
Bei Praktiken wie diesen wird der Erdboden mit organischen Nährstoffen versorgt, wodurch CO2-Senken entstehen, die CO2 aus der Erdatmosphäre ziehen und Treibhausgasemissionen ausgleichen. Zudem kostet die Produktion von künstlichem Dünger oftmals mehr Energie als dieses Verfahren.

## Bewertungssysteme für grüne Gebäude weltweit
Viele Staaten, Nichtregierungsorganisationen und private Institute haben ihre eigenen Standards für energieeffiziente Gebäude entwickelt. Hier einige Beispiele für aktuelle Beurteilungsmethoden:
- Australien: Nabers, Green Star
- Brasilien: AQUA, LEED Brasil
- China: GBAS
- Deutschland: DGNB, BNB, natureplus-Qualitätszeichen von natureplus e. V., Zertifizierung des Passivhaus-Instituts Darmstadt
- Finnland: PromisE
- Frankreich: HQE
- Großbritannien: BREEAM
- Hong Kong: HK-BEAM
- Indien: LEED India, TerriGriha
- Italien: Protocollo Itaca
- Kanada: LEED Canada, Green Globes
- Malaysia: GBI Malaysia
- Mexiko: LEED Mexico
- Niederlande: BREEAM Netherlands
- Neuseeland: Green Star NZ
- Österreich: ÖGNB – TQB (seit 1998 TQB; seit 2009 ÖGNB); klima:aktiv (seit 2005, Umweltministerium); DNGB, seit 2009 – adaptiert durch ÖGNI
- Philippinen: BERDE, PHILGBC
- Portugal: Lider A
- Schweiz: Minergie, SNBS
- Singapur: Green Mark
- Spanien: VERDE
- Südafrika: Green Star SA
- Vereinigte Staaten: LEED, Green Globes

## Internationale Bezugssysteme und Beurteilungsmethoden
IPCC Fourth Assessment Report
Climate Change 2007 ist der vierte Bewertungsbericht (Assessment Report – AR4) der United Nations Intergovernmental Panel on Climate Change in einer Reihe von weiteren Berichten. Die IPCC wurde von der World Meteorological Organization (WMO) und dem United Nations Environment Programme (UNEP) gegründet, um die Klimaveränderung betreffende wissenschaftliche, technische und sozioökonomisch Informationen sowie deren potentielle Auswirkungen und mögliche Optionen für deren Adaption und Abschwächung zu beurteilen.
UNEP und der Klimawandel
Das United Nations Environment Programme soll den Übergang zu kohlenstoffarmen Gesellschaften erleichtern, Klimaschutzbestrebungen unterstützen, das Verständnis für die Klimawandelwissenschaft fördern und die Öffentlichkeit in Bezug auf diese globale Herausforderung sensibilisieren.
GHG Indicator
Mit GHG Indicator bezeichnet man die UNEP-Richtlinien für die Berechnung von Treibhausgasemissionen von gewerblichen Gebäuden und nichtkommerziellen Organisationen.
Agenda 21
Agenda 21 ist ein Programm der Vereinten Nationen (UN), das auf nachhaltige Entwicklung ausgerichtet ist. Es handelt sich dabei um einen umfassenden Plan, der Maßnahmen vorschlägt, die global, national und lokal von Organisationen der UN, Regierungen und großen Konzernen in allen Bereichen, in denen Menschen auf die Umwelt einwirken, durchgeführt werden sollen. Die Zahl 21 bezieht sich auf das 21. Jahrhundert.
FIDIC's PSM
Die Richtlinien des FIDIC’s Project Sustainability Management wurden für Projekt-Ingenieure und andere Interessengruppen erstellt. Sie sollen ihnen dabei helfen, Ziele bezüglich der nachhaltigen Entwicklungen für ihre Projekte, welche als das Interesse der Gesellschaft als Ganzes vertretend verstanden und akzeptiert werden, zu formulieren. Dieser Prozess soll auch die Bewilligung zur Angleichung der Projektziele an lokale Bedingungen und Prioritäten beinhalten und die an verwaltenden Projekten Beteiligten bei der Abmessung und der Verifizierung deren Fortschritts unterstützen.
Die PSM-Richtlinien werden unter den drei die Nachhaltigkeit betreffenden Schlagwörtern ‚sozial‘, ökologisch‘ und ‚ökonomisch‘ in weitere Motive und Submotive gegliedert. Für jedes einzelne Submotiv wurde ein spezifisches Kennzeichen definiert, das zusammen mit den Leitlinien die Relevanz des Themas im Kontext eines individuellen Projektes betont.
iiSBE's SBtool
Das SBTool, ehemals als GBTool bekannt, wurde mit dem Ziel ins Leben gerufen, die ökologische und nachhaltige Effizienz von Gebäuden zu beurteilen. Es handelt sich hierbei um die Software-Ausführung der Bewertungsmethode des Green Building Challenge (GBC), das seit 1996 von einer Gruppe von mehr als einem Dutzend Teams entwickelt wurde. Gegründet wurde das GBC-Projekt vom Natural Resources Canada, jedoch wurde die Verantwortlichkeit im Jahr 2002 an die International Initiative for a Sustainable Built Environment (iiSBE) übertragen.
Sustainable Building Alliance
Die SBA ist ein gemeinnütziges, unabhängiges internationales Netzwerk von Universitäten, Forschungszentren und Sachbemessungenorganisationen, das den Zweck hat, die internationale Übernahme von Praktiken des nachhaltigen Bauens durch die Förderung von gemeinsamen Techniken bei der Bauprüfung und -bewertung zu beschleunigen. Die Initiative der SBA wird unterstützt von der UNESCO Chair sor sustainable buildings und der UNEP sustainable building an construction-Initiative.

## Überblick über Beurteilungsmethoden und Bezugssysteme
CEEQUAL
Das Civil Engineering Environmental Quality and Award Scheme ist ein Bewertungs- und Auszeichnungsprogramm zur Qualitätsverbesserung der Nachhaltigkeit in zivilen Hochbauprojekten und solchen des öffentlichen Bereichs. Sein Ziel ist die Förderung von ökologischer Güte im zivilen Hochbau und damit die Förderung der Verbesserung von ökologischen und sozialen Arbeitsleistungen innerhalb der Projektspezifikation, -planung sowie -konstruktion.
Das System basiert auf einem Punktbewertungssystem, welches auf jedes zivile Hochbauprojekt oder ein solches des öffentlichen Bereichs anwendbar ist und soziale Aspekte, wie den Verbrauch von Wasser, Energie und Land, Einflüsse auf die Ökologie, die Landschaft, die Umgebung, die Archäologie, aber auch Abfallreduzierung und -management, Beziehungen innerhalb der Gemeinde sowie deren Vorzüge berücksichtigt. Auszeichnungen werden an Projekte vergeben, bei denen Auftraggeber, Planer und Konstrukteure über die legalen und ökologischen Minima hinweg unverwechselbare ökologische Leistungsstandards geschaffen haben.
Bewertungen werden von geschulten Prüfern durchgeführt, welche für die Abgrenzung der auszusprechenden Bewertungsergebnisse zuständig sind (in Zusammenarbeit mit dem CEEQUAL-Verifizierer).
EN 15804 (CEN TC350)
DIN EN 15804 Nachhaltigkeit von Bauwerken ist ein Standard, der eine Methodologie für die Bewertung der Nachhaltigkeit von Materialien, Gebäuden und Konstruktionsprojekten bereitstellen soll, bei der die Bewertung des Lebenszyklus' berücksichtigt wird.
- Ökologische Produktdeklaration – Produktkategorieregeln
- Ökologische Produktdeklaration – Kommunikationsformate
- Ökologische Produktdeklaration – Methodologie und Daten für gewöhnliche Informationen
- Beschreibung des Gebäudelebenszyklus
- Bewertung der ökologischen Effizienz von Gebäuden – rechnerische Methoden
- Integrierte Bewertung der Effizienz von Gebäuden – Teil 1: Allgemeine Rahmenbedingungen
- Integrierte Bewertung der Effizienz von Gebäuden – Teil 2: Rahmenbedingungen für die Bewertung von ökologischer Effizienz
- Integrierte Bewertung der Effizienz von Gebäuden – Teil 3: Rahmenbedingungen für die Bewertung der sozialen Effizienz
- Integrierte Bewertung der Effizienz von Gebäuden – Teil 4: Rahmenbedingungen für die Bewertung der ökonomischen Effizienz

## Behördliche Instrumente, R&D, finanzielle und politische Prozesse & Beispiele in einigen Ländern
Es ist unmöglich, das existierende Überangebot an öffentlichen, privaten (oder beiden) Initiativen auf nationaler und internationaler Ebene aufzulisten. Ein bestehender Dokumententwurf der OECD/IEA und der UNEP vermittelt der Öffentlichkeit eine genaue Vorstellung von den in verschiedenen Ländern implementierten Richtlinien.
Eine allgemeine Schlussfolgerung, die sich aus der Beschäftigung mit der Literatur ergibt, ist, dass es eine spürbare Zunahme der Zahl der Richtlinien und Instrumente gibt, die sich entweder im Planungsprozess befinden oder aktuell wirksam sind.

### GreenBuilding-Programm der EU
Das im Januar 2005 gestartete GreenBuilding-Programm ist ein freiwilliges Programm der Europäischen Kommission, welches Eigentümern und Nutzern von Nichtwohngebäuden (privat oder öffentlich) bei der Verbesserung der Energieeffizienz ihrer Gebäudebestände helfen soll. Teilnehmen können alle Unternehmen, Betriebe und Organisationen, die durch Nutzung erneuerbarer Energiequellen zur Verwirklichung der GreenBuilding-Ziele beitragen wollen. Das GreenBuilding-Programm funktioniert über die freiwillige Selbstverpflichtung der teilnehmenden Unternehmen und Organisationen. Diese Verpflichtungen ergeben sich jeweils aus der energetischen Bestandsaufnahme des Gebäudes und den daraus resultierenden Empfehlungen zur Verbesserung der Energieeffizienz und zur Integration erneuerbarer Energien.
Bei den Teilnehmern wird unterscheiden in „Partner“ und „Unterstützer“. Den Partner-Status können alle Eigentümer oder Langzeitmieter von Nichtwohngebäuden erwerben. Als GreenBuilding-Partner haben sie Anspruch auf Hilfe bei der Umsetzung eines Maßnahmeplans mit dem Ziel die Betriebskosten im Energiebereich zu senken. In diesem Maßnahmenplan wird berücksichtigt, dass die Nutzungsqualitäten des Gebäudes beibehalten oder verbessert werden. Der Unterstützer-Status ist an ein fünfstufiges Verfahren gekoppelt.
1. Erstellung eines „GreenBuilding-Förderplans“, in dem die Aktivitäten der Organisation während im Rahmen ihrer Teilnahme am GreenBuilding-Programm klar definiert sind.
2. Nachweis der erfolgreichen Unterstützung mindestens eines Gebäudeeigentümers/-nutzers bei der Erlangung des GreenBuilding-Partnerstatus.
3. Bewilligung des Förderplans durch die Europäische Kommission; die Kommission gewährt der Organisation den Unterstützerstatus für drei Jahre Dauer.
4. Umsetzung des Förderplans und Berichterstattung an die Kommission.
5. Erneuerung des Unterstützerstatus durch die Kommission nach drei Jahren bei Nachweis, dass mindestens ein weiterer Gebäudeeigentümer/-nutzer dabei unterstützt wurde, GreenBuilding-Partner zu werden.

Zwar sind keine gesetzlichen Verpflichtungen mit dem Unterstützer-Status verbunden und Unterstützer können auch jederzeit ohne Konsequenz aus dem Programm aussteigen, um jedoch das Recht zu erlangen den Unterstützer-Status in ihrer Außenkommunikation nutzen zu dürfen, müssen die Teilnehmer zunächst die 3. Stufe durchlaufen.

### Australien
In Australien existiert ein First Rate genanntes Verfahren, das darauf ausgelegt ist, die Energieeffizienz von Wohngebäuden zu steigern. Das Green Building Council of Australia (GBCA) hat einen Standard für grüne Gebäude etabliert, der als Green Star bekannt ist.
In Adelaide sind mindestens drei verschiedene Projekte damit beschäftigt, die Grundsätze von grünen Gebäuden zu erfassen. Das „Eco-City“-Projekt befindet sich in Adelaides Stadtzentrum, das „Aldinga Arts Eco“-Dorf wurde in Aldinga etabliert und der „Lochiel Park“ befindet sich in Campbelltown. Richtlinien für die Bebauung der beiden Projektgrundstücke sind in Statuten zusammengefasst. Diese beinhalten die Wiederverwertung von Grau- und Regenwasser, das Sammeln von Niederschlagswasser, den Gebrauch von Solarkollektoren für die Erzeugung von Energie und Warmwasser, die Planung von solar-passiven Gebäuden sowie gemeinschaftliche Gärten und Landschaftsarchitektur. Andere Projekte, wie „Mawson Lakes“ und das „Lightview“-Projekt in der Nähe von Northgate, beides im Norden von Adelaides zentralem Geschäftsgebiet gelegen, genügen ebenfalls den Richtlinien für grüne Gebäude.
Melbourne hat ein schnell wachsenden Bewusstsein für die Umwelt entwickelt, es werden viele Staatszuschüsse und Rabatte für Wassertanks, wassereffiziente Produkte (wie Duschköpfe) und Warmwasser-Systeme zur Verfügung gestellt. Die Stadt ist Standort vieler grüner Gebäude und unterstützt zahlreiche nachhaltige Entwicklungen, wie den CERES Environmental Park. Ein anderes Projekt dieser Art ist EcoLinc in Bacchus Marsh. Außerdem haben zwei der berühmtesten „grünen“ Geschäftsgebäuden Australiens in Melbourne ihren Sitz: 60L und Council House 2 (auch bekannt als CH2).
In Perth sind mindestens drei verschiedene Projekte angesiedelt, welche die Prinzipien von Green building befolgen. Das Geschäftsgebäude, das in der Murray Street in West-Perth liegt und von Eco Design Consultant in Zusammenarbeit mit Troppo Architects geplant wurde, ist eins davon. Die anderen beiden sind gemischte Bauprojekte entlang der Wellington Street im Stadtzentrum. Richtlinien für die Gebäudepläne der Projekte sind zusammengefasst in den Statuen und vom Green Building Council Australia bestätigt. Die Leistungen zur Erringung des Zertifikats Green Star betreffen
- die Qualität des Innenraumklimas,
- die Energie,
- den Transport,
- das Wasser,
- die Materialien,
- den Verbrauch von Land sowie den Umweltschutz
- die Emissionen und
- Innovationen.

Das neueste Gebäude, das den Sechs-Sterne-Award erhalten hat, steht in Canberra, wo die Australian Ethical Investment Ltd. einen bereits existierenden Bürokomplex im Trevor Pearcey House renoviert hat. Die Gesamtkosten dafür beliefen sich auf 1,7 Millionen US-Dollar, wobei die Renovierung geschätzte 75 % der Kohlendioxidemission und 75 % des Wasserverbrauchs einsparte und über 80 % recyceltes Material verbrauchte. Die Architekten waren Collard Clarke Jackson Canberra, die architektonische Planung erfolgte durch Kevin Miller, das Innendesign übernahm Katy Mutton.
In New South Wales verlangt das Online-Bertungs-System BASIX (Building Sustainability Index), dass in allen neu angelegten Wohnsiedlungen der Wasserkonsum und die CO2-Emission von freistehenden Unterkünfte um jeweils 40 % und der von zusammenhängenden Gebäuden um 20 bis 30 % verglichen mit dem durchschnittlichen Verbrauch im Land eingeschränkt wird. Das Online-System bietet Planern ein mathematisches Modell des Bauprojekts an, welches die Interaktion zwischen dem gesamten Energie- und Wassersystem berücksichtigt, indem klimatische und normalisierte Niederschlagsmesswerte für individuelle Standorte veröffentlicht werden.

### Kanada
Kanada hat die „R-2000“-Richtlinien für nach dem Jahr 2000 errichtete Gebäude erlassen. Damit sie dem R-2000-Standard in seinen Bemühungen um die Steigerung der Effizienz von Energie und das Fördern von Nachhaltigkeit folgen, werden den Bauherren zahlreiche Anreize geboten.
Infolge des R-2000-Wohnhaus-Programms wurde der Service EnerGuide for New Houses etabliert. Dieser ist in ganz Kanada verfügbar und wurde geplant, um es Hausbauern und -käufern zu ermöglichen, Eigenheime zu bauen, die signifikant weniger Energie verbrauchen als normale Häuser. Einige kanadische Provinzen schreiben diesen Service als verbindlich für alle neuen Häuser vor.
Im Dezember 2002 wurde in Kanada das Canada Green Building Council gegründet, das im Juli 2003 vom US Green Building Council die exklusive Lizenz zur Anpassung des LEED-Bewertungssystems an kanadische Verhältnisse erhielt. Der Weg für den Einzug der LEED in Kanada wurde bereits von dem BREEAM-Canada, einem von der Canadian Standards Association im Juni 1996 eingeführten Standard zur Umweltverträglichkeitsbewertung, vorbereitet. Die US-amerikanischen Autoren der LEED-NC 1.0 hatten viele ihrer Bestimmung von BREEAM-Canada für den Leitfaden ihres Bewertungsverfahrens und die Zuteilung von Credit-Points nach Leistungskriterien übernommen.

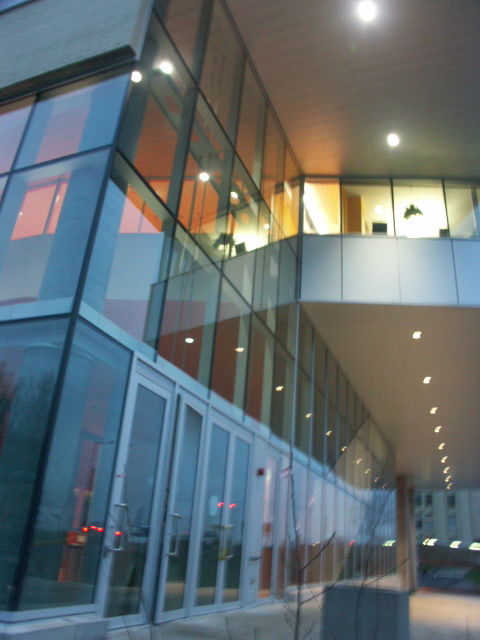
Außenansicht der mit einem LEED-Zertifikat ausgezeichneten Lassonde-Gebäude, École Polytechnique de Montréal.

Im März 2006 wurde Kanadas erster Dienstleistungsstandort für grüne Gebäude, das Light House Sustainable Building Centre, auf Granville Island im Herzen von Vancouver eröffnet. Gleichzeitig als Ort für öffentliche sowie professionelle Besucher geplant, wurde das Light House-Ressourcenzentrum von kanadischen Ministerien und Firmen gegründet, um bei der Implementierung von „grünen“ Praktiken und der Anerkennung der ökonomischen Notwendigkeit von grünen Gebäuden für die neue regionale Ökonomie zu helfen.
- Die Beamish-Munro-Halle in der Queen’s University wurde ausgestattet mit umweltverträglichen Konstruktionsmitteln, wie Flugaschebeton, dreifach verglasten Fenstern, dimmbaren fluoreszierenden Lichtern und einer netzgebundenen fotovoltaischen Matrix.
- Für den Gene H. Kruger-Pavillon der Universität Laval wurden weitgehend umweltfreundliche, ungiftige, recycelte und erneuerbare Materialien genutzt, des Weiteren kommen hochentwickelte biomechanische Konzepte zum Einsatz, die den Energieverbrauch verglichen mit einem konkreten Gebäude derselben Größe um 25 % senken. Die Struktur des Gebäudes wurde komplett aus Holzprodukten gefertigt, die zusätzlich die Umweltbelastung durch den Pavillon reduzieren.
- Das Water Centre[25] in Calgary wurde offiziell am 4. Juni 2008 eröffnet und mit dem Goldzertifikat der kanadischen LEED ausgezeichnet. Das 17.000 Quadratmeter große Bürogebäude kostet pro Tag 95 Cent (CAD), konserviert Energie und Wasser und bietet eine produktive, gesunde Umgebung sowohl für Besucher als auch für Angestellte.
- Für ihre beiden Lassonde-Gebäude erhielt die École polytechnique de Montréal 2005 ein LEED-Zertifikat in Gold vom U.S. Green Building Council. Die Gebäude zeichnen sich beispielsweise durch ihre BACnet-Kontrollsysteme aus, welche die permanente Überwachung des Energie- und Wasserbedarfs ermöglichen, sowie Sensoren, die Klimaanlagen und Beleuchtungen automatisch ausschalten.[26][27]

### Frankreich
Im Juli 2007 gründete die französische Regierung sechs Arbeitsgruppen, welche neue Wege für Frankreichs Umweltpolitik definieren sollten. Die vorgeschlagenen Empfehlungen wurden dann einer öffentlichen Erhebung unterzogen, die zu Vorschlagspaket führte, welches Ende Oktober 2007 veröffentlicht wurde. Die dort enthaltenen Vorschläge wurden Anfang 2008 dem französischen Parlament vorgelegt.
Der Name des Prozesses, „Le Grenelle de l'Environnement“, ist angelehnt an eine im Jahr 1968 abgehaltene Konferenz, bei der die Regierung mit den Gewerkschaften verhandelte, um bereits wochenlang andauernde soziale Unruhen zu beenden.
Die sechs Arbeitsgruppen befassen sich mit folgenden Themen: Klimawandel, Artenreichtum und natürlichen Ressourcen, Gesundheit und Umwelt, Produktion und Konsum, Demokratie und Regierung sowie Wettbewerbsfähigkeit und Erwerbstätigkeit.
Die Vorschläge sind folgende:
- die Investition von einer Billion Euro verteilt über die nächsten vier Jahre in saubere Energie als Teil eines weitreichenden Umweltplans, um die Emission von Treibhausgasen zu verringern, was auch den Vorschlag für ökologische Steuern beinhaltet; dir Kürzung von Frankreichs Energieverbrauch um 20 % und die bis 2020 um 20 %erhöhte Nutzung von erneuerbarer Energie, wie Windkraft und Biokraftstoffe;
- der Transport von Fracht über neue Highspeed-Eisenbahngleise und Wasserstraßen anstelle von Autobahnen;
- eine Anzahl von „grünen“ Steuern, inklusive einer Steuer auf die umweltschädlichsten Fahrzeuge, und ebenso eine Steuer auf Transportlaster, die die französische Grenze überqueren.

Bauetiketten
Die französische Regulation (FR) für neue Baukonstruktionen veranschlagte für die dringend notwendige Verbesserung des Niveaus eine regelmäßige (alle fünf Jahre) steigenden Anhebung, die im Jahr 2020 (RT 2020) die 40%ige Reduktion des Energieverbrauchs (im Vergleich zu RT 2000) erreicht haben soll. Aktuelle Etiketten sind:
- THPE 2005 = 20 % besser als RT 2005
- THPE EnR 2005 = 30 % besser als RT 2005+ (erneuerbare Energieproduktion für die Mehrheit der Heizanlagen)

Innerhalb der Rahmenbedingungen von „Grenelle de l'Environnement“ wird erwartet, dass eine Leistungsbeschleunigung für die folgenden Objekte für Tertiärgebäude eintritt:
I. Gebäude mit niedrigem Verbrauch (BBC) bis 2010 mit minimalem Bedarf die Niveaus von erneuerbarer Energie und CO2-absorbierende Materialien betreffend.
II. neue Passivhäuser (BEPAS) oder Positivhäuser (BEPOS) bis 2020.
III. Etiketten für die Sanierung von bestehenden BBC-Gebäuden
Alle diese Projekte sind vereinbar mit den europäischen und internationalen Regulatorien und Rahmenwerken.

### Deutschland

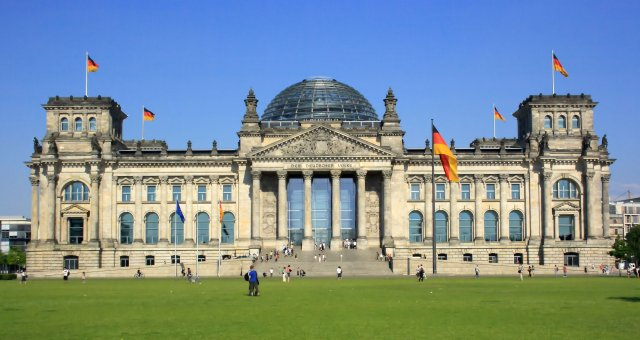
Reichstag

Das Projekt der Deutschen Energie-Agentur „Niedrigenergiehaus im Bestand“ leistet einen wichtigen Beitrag zur energetischen Renovierung von Gebäuden in Deutschland. Die sogenannten „Niedrigenergiehäuser“ unterschreiten die Anforderungen der Energieeinsparverordnung (EnEV) an vergleichbare Neubauten im Schnitt um rund 50 Prozent. Bei der Sanierung spielen sowohl Methoden aus dem Bereich des energieeffizienten Bauens als auch Erkenntnisse der städtebaulich, nachhaltigen Sanierung von Wohngebäuden eine große Rolle. Dabei wird in jedem Bundesland mindestens ein Modellvorhaben umgesetzt. Besonders Unternehmen profitieren von den neuen nachhaltigen Gebäuden, da deren Energieeffizienz zu signifikanten Einsparungen der Betriebskosten beitragen kann.
Bei folgenden Bauprojekten in Deutschland werden Techniken für grüne Gebäude angewendet:
- Solarsiedlung in Freiburg im Breisgau, in der Bauprojekte in Plusenergiebauweise gefördert werden;
- Vauban-Projekt, im gleichnamigen Stadtteil von Freiburg angesiedelt;
- von Baufritz geplante Häuser; sie verbinden die Aufnahme von passiver Solarenergie mit stark isolierten Wänden, dreifach verglasten Türen und Fenstern, ungiftigen Farben und Lacken, Sommerabschattung, Wärmerückgewinnungsventilation sowie Grauwasseraufbereitungssystemen.[29]
- das umgebaute Reichstagsgebäude in Berlin, das seine eigene Energie produziert.

### Indien
Die Confederation of Indian Industry (CII) setzt sich aktiv für die Förderung von Nachhaltigkeit im indischen Baugewerbe ein und stellt die zentrale Säule des Indian Green Building Council (IGBC) dar. Dieses hat den LEED Green Bulding Standard des US-amerikanischen Green Building Council lizenziert und ist gegenwärtig verantwortlich für die Zertifizierung von indischen Neu- und Rohbauten gemäß dessen Normen, während dies für alle anderen Projekte das U.S. Green Building Council übernimmt. In den verschiedenen Klimazonen Indiens wurden viele energieeffiziente Gebäude gebaut. Immer mehr indische Architekten eignen sich die Green-bulding-Techniken an.
Die CII-IGBC hat kürzlich verkündet, dass das Bauunternehmen Shree Ram Urban Infrastructure den Versuch unternehmen will, das LEED-Platinum-Zertifikat zu erlangen, womit dieses Projekt nicht nur in Indien, sondern auch in der ganzen Welt das erste wäre, das diesen Status erhält. Das geplante Gebäude, das den Titel Palais Royale tragen soll, wird in Worli, Mumbai, entstehen und voraussichtlich über 300 m hoch sein.

### Israel
Vor kurzem hat Israel einen freiwilligen Standard für „Gebäude mit reduzierter Umweltbelastung“ 5281 in Kraft gesetzt. Dieser Standard basiert auf einem Punktebewertungsverfahren (55 = zertifiziert, 75 = exzellent) und stellt gemeinsam mit den komplementären Standards 5282-1 5282-2 für die Energieanalyse und 1738 für nachhaltige Produkte ein System für die Auswertung der Umweltverträglichkeit von Gebäuden zur Verfügung. Das LEED-Bewertungsverfahren des U.S. Green Building Council wurde auf etliche Gebäude in Israel angewendet, darunter das neue Intel Development Center in Haifa. Die örtliche Industrie drängt jedoch bereits auf die zeitnahe Einführung einer israelischen Version der LEED.

### Malaysia
Das Standards and Industrial Research Institute of Malaysia (SIRIM) fördert Green bulding-Techniken. Ein prominenter Vertreter auf dem Gebiet des ökologischen Bauens ist der malaysische Architekt Ken Yeang.

### Mexiko

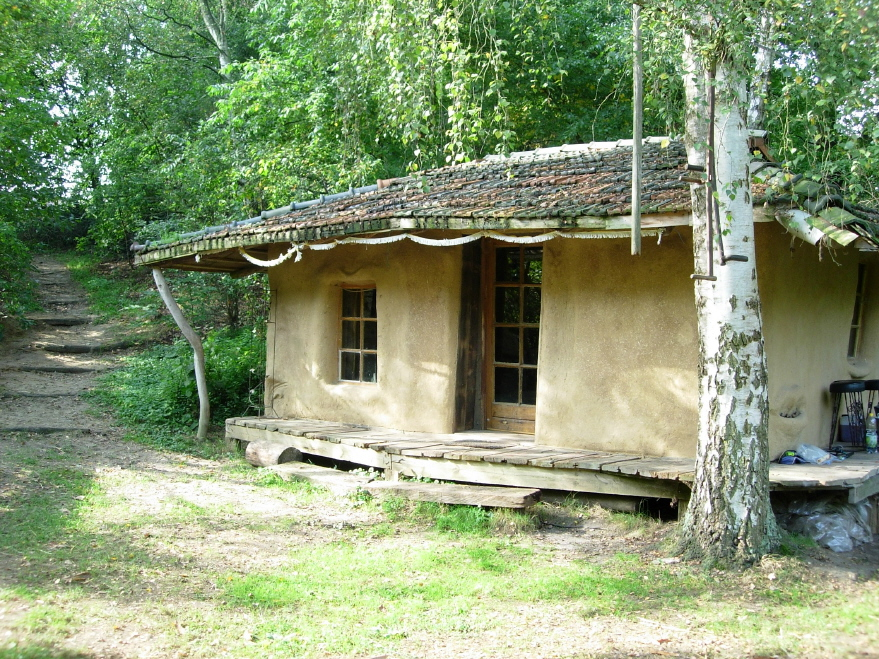
Dieses Haus besteht größtenteils aus Strohballen.

Die mexikanische Stadt San Felipe, Baja California, ist die Heimat der größten solarzellenbetriebenen Gemeinde in Nordamerika: In El Dorado Ranch, einem Bauprojekt in San Felipe, ist eine komplett vom Stromnetz unabhängige Wohngegend mit mehr als 3000 Grundstücken entstanden.
Wegen des ariden Klimas in dieser Stadt an der Sea of Cortez wurden zahlreiche Initiativen für grüne Gebäude ins Leben gerufen, darunter:
- Strohballenbau, erlaubt Dämmstofffaktoren von R-35 bis R-50, wie vom U.S. Department of Energy verifiziert;
- vorwiegende Nutzung von Xeriscape-Landschaftsbau, einer Methode, bei welcher der Wasser- und Energieverbrauch sowie die Verwendung von chemischen Schadstoffen reduziert wird;
- Einsatz der speziellen Paspalum-Gras-Sorte „SeaDwarf“, ein salzwassertolerantes Gras mit der Fähigkeit, einer anhaltenden Bewässerung mit einem Salzgehalt von mehr als 20.000 ppm TDS standzuhalten, beim Golfplatzbau.

### Neuseeland
Das New Zealand Green Building Council befand sich seit Juli 2005 in Gründung. Noch im selben Jahr wurde ein Institutionsgremium geformt und schließlich am 1. Februar 2006 mit dem formellen Organisations-Status versehen. Im selben Monat wurde Jane Henley zum CEO ernannt, unter der Aktivitäten zur Erlangung der Mitgliedschaft im World GBC begannen. Im Juli 2006 wurde das erste komplette Gremium mit 12 Mitgliedern gebildet, welche sich über die Beteiligungsmöglichkeiten der Industrie Neuseelands an der Organisation austauschten. Etliche ihrer Hauptanliegen konnten noch 2006/2007 durchgesetzt werden, so z. B. die Mitgliedschaft im World GBC, die Einführung des Green Star NZ – Office Design Tool und die Eingliederung von anderen Gesellschaften.

### Südafrika
Das Green Building Council of South Africa (2008 gegründet) hat mit dem Green Star SA ein Bewertungsinstrument entwickelt, welches auf den Vorgaben des Green Building Council Of Australia basiert, um der Immobilienindustrie eine objektive Messgröße für grüne Gebäude zu verschaffen und die ökologische Leitung in der Immobilienindustrie anzuerkennen und zu honorieren. Jedes Green Star SA-Bewertungsinstrument repräsentiert einen unterschiedlichen Marktsektor (z. B. Büro, Einzelhandel, mehrere Einheiten umfassende Wohnviertel etc.).
Das erste Instrument, das von dem Green Star SA-Büro entwickelt wurde, wurde in Rohfassung für öffentliche Erläuterungen im Juli 2008 veröffentlicht. Eine endgültige Veröffentlichung in finaler Form erfolgt auf der Green Building Council of South Africa Convention & Exhibition ’08 vom 2.–4. November 2008.
Der Prozess der Inkorporierung eines Energiestandards, welcher darauf zielt, energiesparende Praktiken als Standard im südamerikanischen Kontext zu fördern, befindet sich in Südafrika in vollem Gange.
Green Building Media (2007 gegründet) hat ebenfalls einen entscheidenden Einfluss auf die Etablierung von grünen Gebäuden in Südafrika ausgeübt. Dies geschah nicht nur über ihr Informationsportal, sondern auch über das monatliche e-Journal of South Africa, welches an Experten der Baubranche verschickt wird. Jährlich finden zwei Veranstaltungen statt, die auf Nachhaltigkeit zum Thema haben: die Green Building Conference und ein Seminar zur Umrüstung.

### Großbritannien
Die Association for Environment Conscious Building (AECB) fördert das nachhaltige Bauen in Großbritannien seit 1989.
Die britische Bauordnung sieht Auflagen für Dämmstoffniveaus und andere Aspekte der Nachhaltigkeit im Baugewerbe vor.
In Wales sind Auskünfte über und der Zugang zu nachhaltigen Gebäuden möglich über eine gemeinnützige Organisation mit dem Namen Rounded Developments Enterprises. Von ihnen wird ein Zentrum für nachhaltiges Bauen in Cardiff geführt.
Eines der bekanntesten grünen Gebäude im Vereinigten Königreich ist das Friendly Street Building von Media Centres.

### Vereinigte Staaten von Amerika

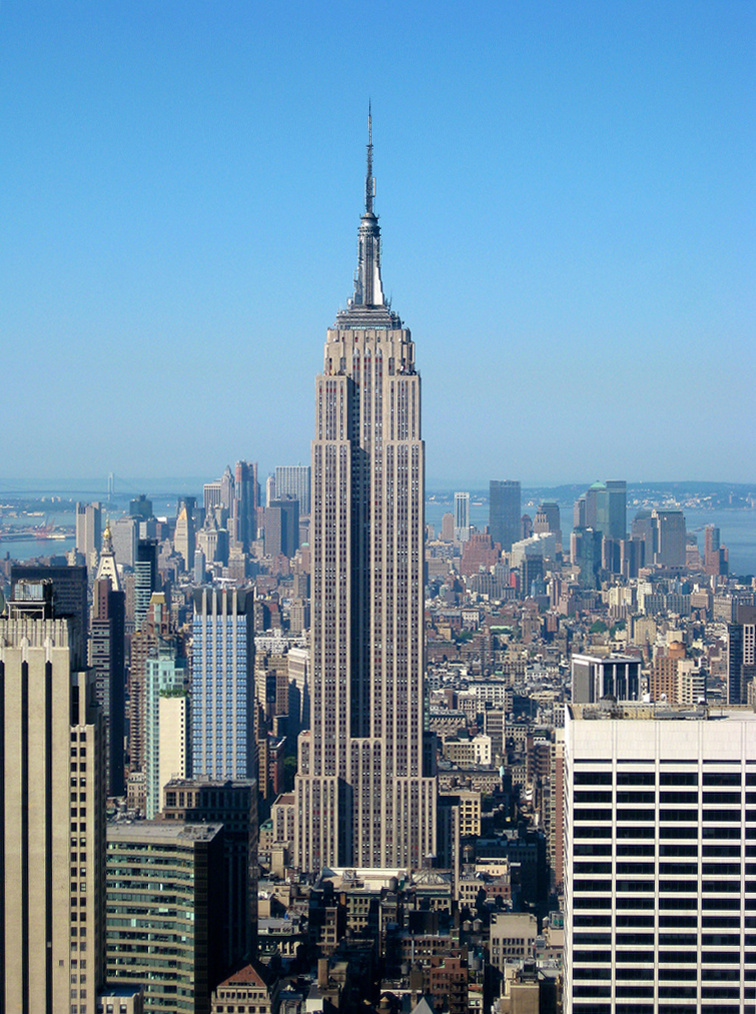
Das Empire State Building in New York City erhielt 2011 ein LEED-Zertifikat in Gold.

Parallel zur LEED wurden in den Vereinigten Staaten zahlreiche andere Organisationen und Programme zur Förderung des nachhaltigen Bauens gegründet:
Die National Association of Home Builders, ein Eigenheimbauer, Sanierer und Zuliefererbetriebe repräsentierender Fachverband, hat ein freiwilliges örtliches Programm für grüne Gebäude unter dem Namen NAHBGreen ins Leben gerufen. Das Programm beinhaltet ein Online-Bewertungssystem, nationale Zertifikation, die Aufklärung der Industrie und die Ausbildung von lokalen Prüfern. Das Online-Bewertungssystem kann von Bauunternehmern und Hausbesitzern kostenlos genutzt werden.
Die Green Building Initiative ist ein gemeinnütziger Verband von führenden Gesellschaften der Bauindustrie mit dem Ziel, Bauwerksausführungen zu etablieren, die fortschrittlich und umweltorientiert sind, aber auch praktisch und kostengünstig von Planern ausgeführt werden können. Die GBI hat ein Web-basiertes Bewertungsverfahren mit dem Namen Green Globes entwickelt, welches in Übereinstimmung mit ANSI-Prozeduren erweitert wird.
Das EnergyStar-Programm der US-amerikanischen Environmental Protection Agency bewertet Wirtschaftsgebäude nach ihrer Energieeffizienz und stellt EnergyStar-Qualifikationen für neue Wohngebäude bereit, die ihrem Standard für energieeffizientes Bauen entsprechen.
Washington war der erste Staat der vereinigten Staaten, der im Jahr 2005 ein Gesetz für grüne Gebäude erlassen hat. Diesem zufolge müssen alle staatlichen Einrichtungen mit einer Bodenfläche von mehr als 465 m² einschließlich der vom Staat finanzierten Schulgebäude die LEED-Standards bei der Konstruktion oder nach einer Renovierung einhalten oder übertreffen. Die mit diesem Gesetz einhergehenden Vorteile sind voraussichtlich folgende: die Einsparung von Wasser- und Energiekosten um 20 %, die Reduzierung der Abwasserproduktion um 38 % und die Reduzierung von Bauschutt um 22 %.
Eine der ersten Kleinstädte in den Vereinigten Staaten, die ein Gesetz für grüne Gebäude in Kraft gesetzt hat, war Charlottesville in Virginia. Dies steht für eine signifikante Verschiebung innerhalb des Konstruktions- und Architekturverständnisses, denn schließlich wurde das LEED-Regelwerk ursprünglich für Wirtschaftsgebäude entworfen. Wenn jedoch das Interesse der US-amerikanischen Hausbesitzer am „grünen“ Wohnungsbau wächst, werden die Firmen, die an der Produktion und der Fertigung von LEED-Baumaterialien beteiligt sind, wahrscheinliche Kandidaten für die nächste Runde beim privaten Beteiligungskapital und der Börseninvestierung sein.

#### Leadership in Energy and Environmental Design
Bei der LEED handelt es sich um einen progressiven Teil des US-amerikanischen Green Building Councils, das sich aktuell um einen nationalen Standard für grüne Gebäude bemüht. Das Green Building Rating System ist ein vermittelndes Zertifikations-Programm, das mit der Absicht eingerichtet wurde, den „grünen“ Bau von Gebäuden auf der Basis von bestimmten Kriterien zu überwachen. Unter der LEED werden verschiedene Subgesellschaften zusammengefasst, wie die LEED for New Construction (Neubau), for Core and Shell (Rohbau), for Commercial Interiors (gewerbliche Innenräume), for Existing Buildings (existierende Gebäude), for schools, retail and healthcare facilities (Schulen, Einzelhandel und Einrichtungen des Gesundheitswesen) und for Homes (Eigenheime). Die LEED hat ausführliche Prüflisten, Prozesse und Kriterien entwickelt, die beim Bau von Gebäuden zunächst befolgt werden müssen, damit diese von der Gesellschaft zertifiziert werden können. Diese Zertifikation hat den Zweck, Gebäude zu einer gesunden und sicheren Zone für die darin lebenden und arbeitenden Menschen zu machen.
Die LEED hat Zertifikationsmodelle mit unterschiedlichen Niveaus entwickelt, die auf verschiedenen Kriterien basieren und sowohl in Gutschriften als auch in Punkten angerechnet werden können. Die Gutschriften werden in sechs Kategorien verteilt:
- umweltverträglicher Standort,
- Wassereffizienz,
- Energie und Atmosphäre,
- Materialien und Ressourcen,
- Umweltqualität des Innenraums,
- Innovation und Gestaltungsprozess.

Die verschiedenen Zertifikationslevel basieren auf der Menge an Punkte, die ein Gebäude für die Erfüllung der Ansprüche in allen sechs Kategorien erhält. Sie reichen von „Zertifiziert“ bis „Platin“, welches das beste bei der LEED-Zertifikation zu erreichende Level ist und auf höchste Umwelt- und Gesundheitsverträglichkeit verweist.
Zusätzlich vergibt die LEED zahlreiche andere Zertifikationen, wie:
- LEED for New Construction: Neubauten und größere Sanierungen (die am häufigsten beanspruchte LEED-Zertifizierung)
- LEED for Existing Buildings: LEED-Zertifikationen für Bestandsgebäude
- LEED for Commercial Interiors: Von den Pächtern für gewerbliche Zwecke ausgestattete Räume
- LEED for Core and Shell: Rohbauprojekte (Gesamtgebäude ohne Innenausstattung)
- LEED for Homes: Eigenheime
- LEED for Neighborhood Development: Umgebungserschließung
- LEED for Schools: Würdigt die einzigartige Beschaffenheit von Entwurf und Konstruktion von K-12-Schulen
- LEED for Retail: Besteht aus zwei Bewertungssystemen; eines basiert auf New Construction and Major Renovations, Version 2.2, das andere auf LEED for Commercial Interior, Version 2.0

Für Bestandsbauten hat die LEED das LEED-EB-System (EB = existing building) entwickelt. Kürzlich durchgeführte Untersuchungen haben gezeigt, dass Gebäude, die LEED-EB-Werte erreichen, eine enorme Menge an ROI erzeugen können. Laut einem von der Leonardo Academy herausgegebenen Weißbuch, in dem LEED-EB-Gebäude mit Daten aus dem Expirience Exchange Report der BOMA aus dem Jahr 2007 verglichen werden, weisen die untersuchten LEED-EB-zertifizierten Gebäude eine überdurchschnittlich hohe Betriebskostenersparnis in 63 % der begutachteten Gebäude auf. Diese bewegt sich pro Quadratmeter zwischen 4,94 $ und 15,59 $ und hat einen durchschnittlichen Wert von 6,68 $ sowie einen Mittelwert von 6,07 $.
Die Gesamtkosten der Implementierung von LEED-EB-Projekten und deren Zertifikation bewegen sich zwischen 0,00 $ und 6,46 $ pro Quadratmeter. Durchschnittlich ergibt sich ein Wert von 2,43 $. Dies demonstriert, dass die Realisierung entsprechender Praktiken nicht teuer ist, vor allem im Vergleich zu den möglichen Kostenersparnissen. Diese Kosten werden nochmals signifikant gesenkt, wenn Automation (Gebäudeautomation bzw. Raumautomation) und Technologie in die Implementierung integriert werden.

## Die LEED und der Kohlenstoffhandel
Es wird erwartet, dass die LEED-NC 3.0 die Forderung nach einem Nachweis der Kohlenstoff-Emission und der signifikanten Reduktion von Treibhausgasen unter ein bestimmtes Basislevel enthält. Die Verringerung von Kohlendioxid soll auf Basis von direkten und indirekten Kohlendioxid- sowie ähnlichen Reduktionen erfasst werden. Dies beinhaltet Emissionen, die mit netzgebundener Elektrizität in Zusammenhang stehen, die örtliche Verbrennung von fossilen Brennstoffen und flüchtige Kühlmittel-Emissionen.
Der Aufwand, der zur Messung der Emissionen und zur Reduzierung von Emissionen betrieben wird, wird zukünftig ein Bestreben sein, die Auswirkungen des Klimawandels in gleicher Weise in Geld umzuwandeln wie es das Kyoto Clean Development Project tut. Es gibt bisher weltweit nur ein einziges „grünes“ Gebäude-Projekt, das die Reduktionen monetarisiert, weshalb es als Präzedenzfall für diese Art von Gebäuden herangezogen wird. Es handelt sich hierbei um das ITC Hotel Sonar Bangla Sheraton & Towers Kolkata in Indien.